# Mork & Mindy
Mork & Mindy este un sitcom american transmis în premieră între 1978 - 1982 de rețeaua ABC. În rolurile titulare joacă Robin Williams ca Mork (un extraterestru care vine pe Pământ de pe planeta Ork într-o mică navă spațială de forma unui ou) și Pam Dawber ca Mindy McConnell (prietena sa umană și iubită). În 1997, episodul "Mork's Mixed Emotions" a fost pe locul 94 în lista TV Guide a celor mai bune 100 episoade TV din toate timpurile.

## Legături externe
- Mork & Mindy la Internet Movie Database
- Mork & Mindy Arhivat în 23 septembrie 2015, la Wayback Machine. la Cinemarx
- Mork & Mindy la CineMagia

## Vezi și
Seriale asemănătoare
- My Favorite Martian
- ALF
- A treia planetă de la Soare
- The Neighbors
- Marvin Marvin
- Vărul din străinătate
- Cele mai bune 50 de seriale din toate timpurile